# プエルトリャノ
プエルトリャノ（スペイン語: Puertollano）は、スペイン・カスティーリャ＝ラ・マンチャ州シウダー・レアル県のムニシピオ（基礎自治体）。プエルトジャーノと表記されることもある。

## 地理

### 気候
地中海性気候である。冬は寒いが降雪はあまりない。年間平均気温は13℃から14℃である。真夏は乾燥が激しく、40℃に達することがある。秋と春に降雨が集中し、年間降雨量は300mmから600mmである。

### 人口
| プエルトリャノの人口推移 1900－2010                     |
|                                                         |
| 出典:INE（スペイン国立統計局）1900年 - 1991年、1996年 - |

## 経済
かつては、家畜の飼育が主産業であったが、現在は織物産業、炭鉱業、オイルシェール採掘が盛んであり、カスティーリャ＝ラ・マンチャ州有数の工業都市となっている。

## 歴史
ホモ・ハイデルベルゲンシス、ホモ・アンテセッサーの存在が、市内に残る壁画から推測されている。彼らは主としてオハイレン川沿いに定住していた。後にローマ人たちもオハイレン川沿いに定住したことがわかっている。西ゴート王国時代にはネクロポリスがつくられた。イスラム教徒侵入後、この地はキリスト教国との境界線となり、軍事監視を兼ねたカスティーリョ、辺境で農業を営みながら兵士たちが暮らした）が多くつくられていた。このために人口が非常に希薄であったが、1212年のナバス・デ・トロサの戦いでキリスト教国軍が勝利すると、再度殖民が進められた。この頃にプエルトジャーノの基盤がつくられたとみられる。13世紀の再植民を行ったのは、カスティーリャ王国のカラトラバ騎士団であった。
1245年のコンコルディアにおいて、プエルトジャーノの名が初めて記されている。シエラ・モレーナ山脈とカンポ・デ・カラトラーバの間にあるプエルトジャーノは、豊富な天然の牧草地に恵まれていた。主にヒツジの飼育のため土地が開拓された。その後家畜の飼育でプエルトジャーノは繁栄するが、14世紀にヨーロッパを襲った黒死病の大流行に巻き込まれ、わずか13家族を除いて住民が死亡した。言い伝えによると、生存者たちは聖母マリアの加護に感謝して、13頭のウシを捧げることを約束した。これが現在行われている祝祭のもととなっている。
フェリペ2世時代にプエルトジャーノはビリャ（villa、町）に昇格した。16世紀に織物産業が導入され、家畜飼育と並ぶ町の主産業へ成長した。1873年、町に炭田が発見されると、劇的な人口流入が起きた。マドリード＝バダホス間に敷かれた鉄道がプエルトジャーノにも停車した。
1900年から1960年までの間、プエルトジャーノは最初は炭鉱が、次いで石油化学工業が経済成長を促進させた（このために労働組合運動が盛んで、現在もスペイン社会労働党の地盤となっている）。1925年にはアルフォンソ13世から都市の地位を与えられた。1942年につくられた石油化学工業施設は、現在レプソル YPFの所有となっている。しかし1960年代に閉山が始まると、1970年に鉄道が廃止されてしまった。
1992年にマドリード＝セビーリャ間のAVE路線が開通。現在は太陽光発電施設が2箇所建設されるなど、新たな環境関連事業が導入されている。

## 姉妹都市
- コイン、スペイン